# Hrabstwo Marin
Hrabstwo Marin (ang. Marin County) – hrabstwo w stanie Kalifornia w Stanach Zjednoczonych. Obszar całkowity hrabstwa obejmuje powierzchnię 828,20 mil² (2145,03 km²). Według szacunków United States Census Bureau w roku 2009 miało 250 750 mieszkańców.
Hrabstwo powstało w 1850 roku. Na jego terenie znajdują się:
- miejscowości – Belvedere, Corte Madera, Fairfax, Larkspur, Mill Valley, Novato, Ross, San Anselmo, San Rafael, Sausalito, Tiburon,
- CDP – Alto, Black Point-Green Point, Bolinas, Dillon Beach, Inverness, Kentfield, Lagunitas-Forest Knolls, Lucas Valley-Marinwood, Marin City, Muir Beach, Nicasio, Point Reyes Station, San Geronimo, Santa Venetia, Sleepy Hollow, Stinson Beach, Strawberry, Tamalpais-Homestead Valley, Tomales, Woodacre.